# Impatiens pendula
Impatiens pendula är en balsaminväxtart som beskrevs av Heyne, Robert Wight och Arn. Impatiens pendula ingår i släktet balsaminer, och familjen balsaminväxter. Inga underarter finns listade i Catalogue of Life.